# L'Alba-rosa
L'Alba-rosa és un barri del municipi de Viladecans (Baix Llobregat) situat al vessant sud de la serra de Miramar, en una zona enlairada entre els torrents de Can Guardiola i de Can Trius.
El barri havia estat una urbanització i constava com una unitat de població el 1989. L'Ajuntament de Viladecans va consensuar l'any 2017 amb els representants veïnals i les entitats de barri les mesures per millorar la situació del barri.